# Space Travel
Space Travel ist ein frühes Computerspiel, das eine Reise im Sonnensystem simulierte. Die Entwicklung dieses Spiels war eine ausschlaggebende Motivation für die Arbeit an Unix. Es wurde 1969 auf einer frühen Version von Multics (GE 645) von Ken Thompson und Dennis Ritchie auf einer PDP-7 mit dem Ziel geschrieben, den Betriebssystem-Kern zu testen. Später wurde es auf Fortran und GECOS-Systeme portiert.
Das Spiel als solches zu benutzen war zu dieser Zeit sehr teuer – auf einem 36-Bit-Großrechner kostete eine Stunde ca. 75 US-Dollar.
Streng genommen handelt es sich nicht um ein Spiel, sondern um eine Simulation, mit der man zu verschiedenen Planeten und Monden reisen kann. Eine einfache, grafische 2D-Ansicht aus der Vogelperspektive wird angezeigt; Koordinaten können in der rechten oberen Ecke eingeblendet werden. Die Steuerung erfolgt über festgelegte Tastaturkombinationen für Richtung, Schub und Zoomfaktor. Kollisionserkennung war noch nicht vorhanden.
Space Travel war das erste Unix-Spiel und somit das erste, welches auf verschiedenen Plattformen lauffähig war. Simulationsspiele wie das 1982 von Commodore für den Commodore 64 als ROM-Modul publizierte Visible Solar System basierten auf Space Travel.
Space Travel wird manchmal auch mit dem Spiel Spacewar! verwechselt; ebenfalls eine bekannte, aber erfolgreichere Weltraumsimulation.